# L'Esprit sorcier
 (avril 2021).
L'Esprit sorcier est une plateforme française de vulgarisation scientifique sur internet créée le 29 septembre 2015. Elle prend la suite de C'est pas sorcier, qui avait été déprogrammée de France 3 en 2014.
Le magazine reprend certains concepts de son prédécesseur ainsi qu'une partie de l'équipe, à savoir Frédéric Courant, Valérie Guerlain (la « Petite Voix ») et Pascal Léonard (directeur artistique et technique) notamment. L'équipe réalise des dossiers, des émissions en direct lors de la Fête de la science, mais aussi L'Esprit sorcier - Le mag, un programme plus court diffusé sur Science et Vie TV. La plateforme est financée par son public (grâce au financement participatif) ainsi que par ses partenariats.

## Historique
L'Esprit sorcier se veut la suite de C'est pas sorcier, émission de vulgarisation diffusée sur France 3 de 1993 jusqu'à sa suppression par France télévisions en 2013. Elle était particulièrement populaire auprès du jeune public et des enseignants notamment. En 2015, Frédéric Courant, qui a co-présenté l'émission depuis sa création annonce avec une partie de l'ancienne équipe la création de l'Esprit Sorcier, dans la continuité de C'est pas sorcier. L'association « Les Petits Débrouillards » se joint au projet.
Le 28 juillet 2015, l'équipe termine sa campagne de financement participatif auprès du public grâce à la plateforme KissKissBankBank et récolte près de 120 000 euros, contre un objectif minimal de 50 000. Depuis, l'équipe fait appel à des dons réguliers au moyen de la plateforme Tipeee mais, par manque de financements, le site a aussi recours à de nombreux partenariats, notamment avec la région Île-de-France, la Mairie de Paris, Vulcania, le CEA, la chaîne de télévision Science et Vie TV, Mediawan Thematics (pour Mon Science & Vie Junior), Météo France, le CNES ou le CNRS. L'équipe souhaite se financer exclusivement auprès du public et de partenariats afin d'éviter la publicité et de rester gratuit.
Le 6 septembre 2017, la rédaction de l'Esprit sorcier indique sur son site que depuis bientôt deux ans, cette dernière est installée chez Les Grands Voisins et qu'elle déménage. La cause de ce déménagement est que l'organisation Les Grands Voisins ferme ses portes vers la fin de l'année 2017. Elle déménage ensuite plusieurs fois provisoirement en région parisienne.
A compter de l'automne 2022, une chaine de télévision, l'Esprit Sorcier TV voit le jour. Elle propose les différents formats du programme ainsi que des directs depuis la Fête de la science et la Fête de l'océan. Elle est disponible sur le Canal 111 du La TV d'Orange, le Canal 220 de Freebox TV le Canal 122 de la Bbox.

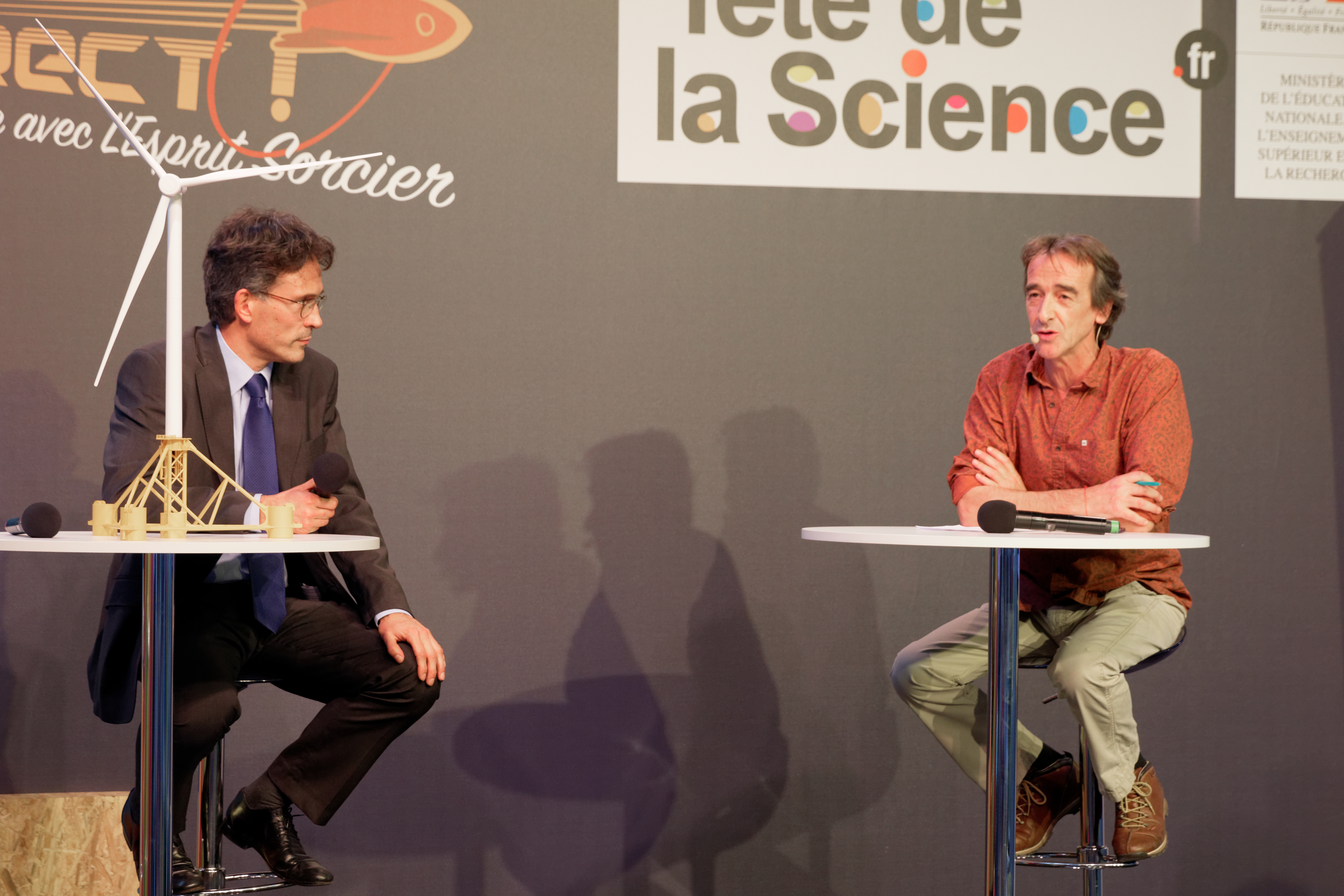
Fête de la science.
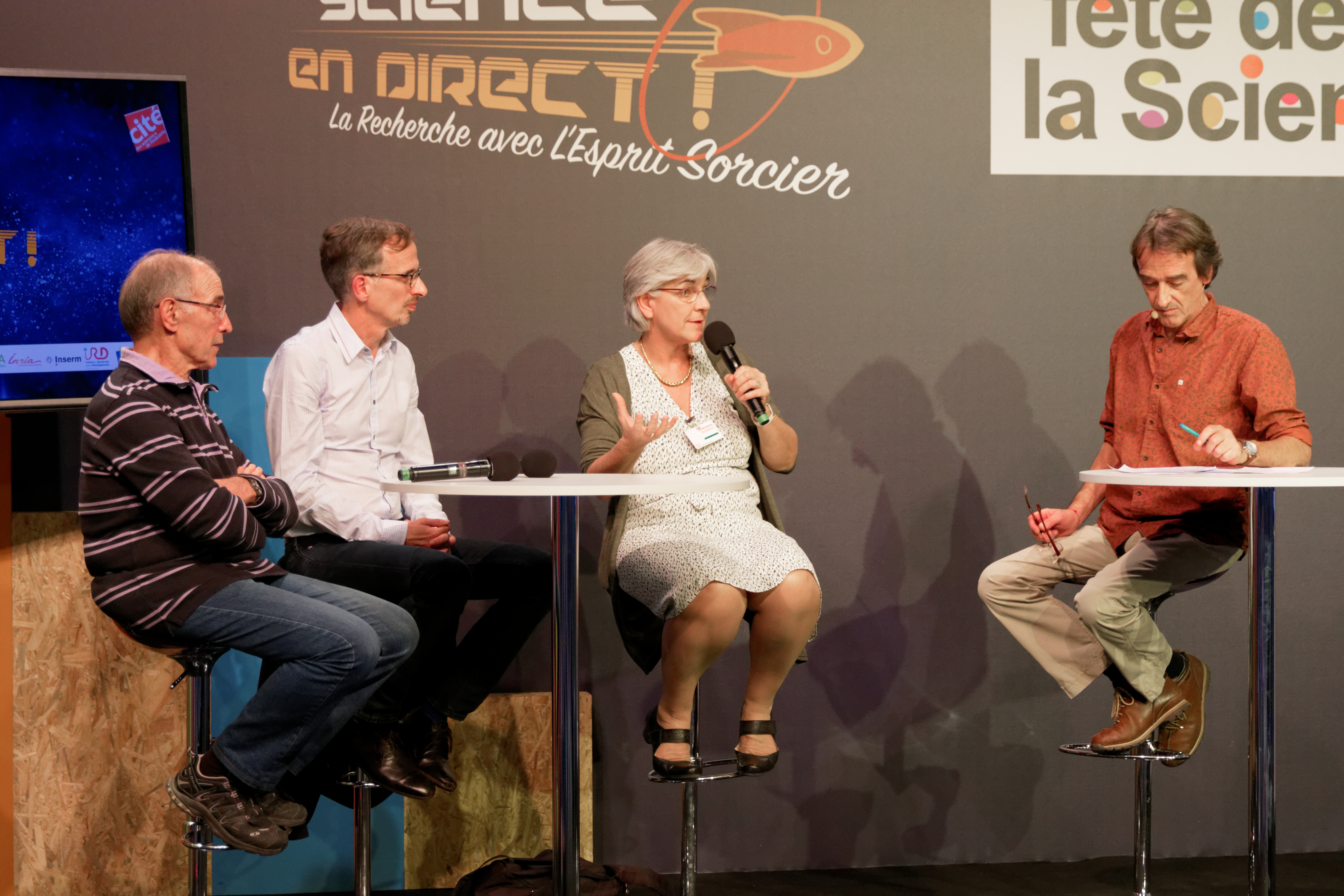
Pendant un débat.
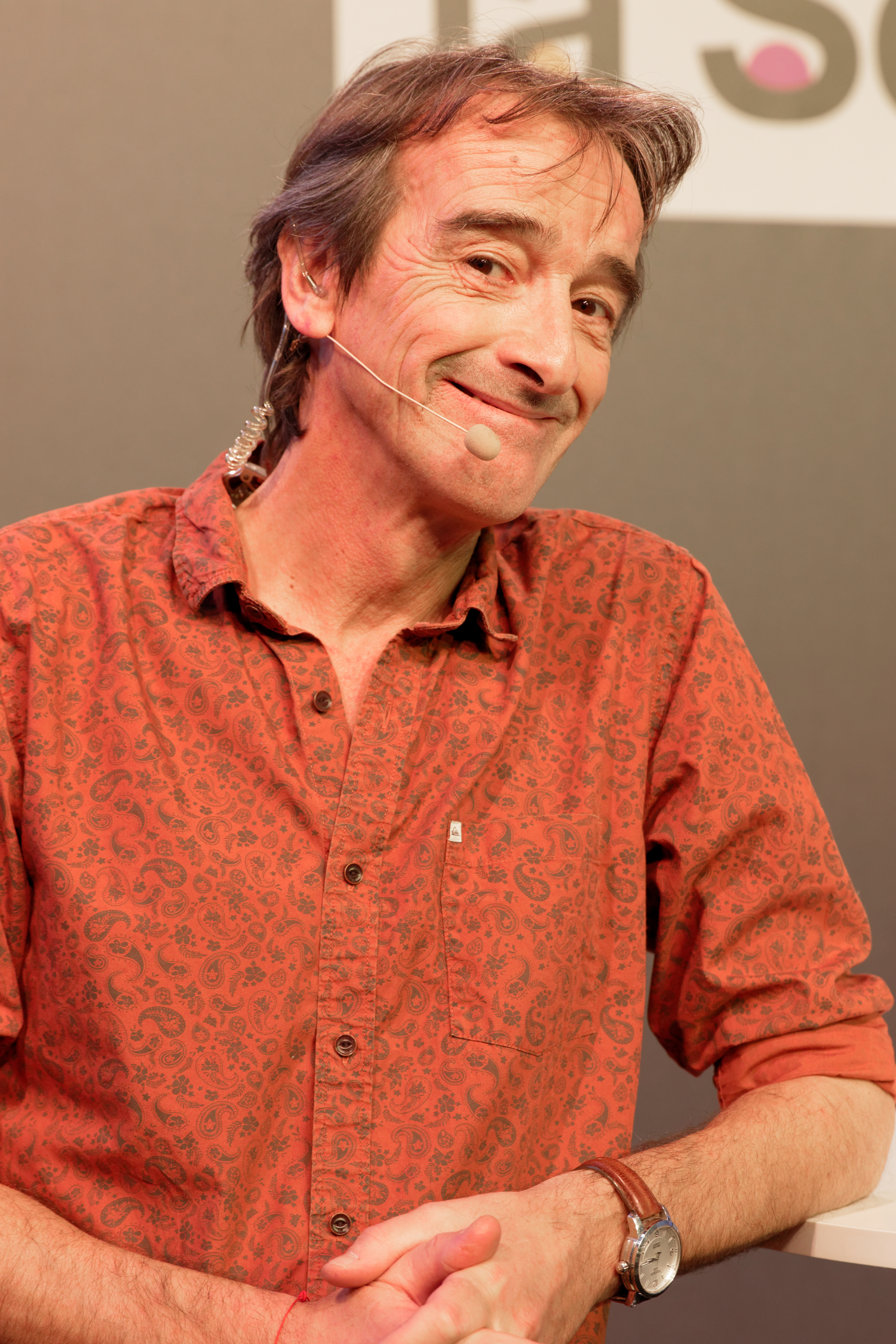
Frédéric Courant.

## Concept
Les contenus de L'Esprit sorcier sont principalement des « dossiers » vidéo, dont le temps varie entre 25  et   50 minutes. Ils sont souvent complétés par des « émissions », qui sont des débats avec des acteurs des sujets traités. On trouve également le Zap in Sciences, un zapping composé de courtes vidéos sur l'actualité scientifique commentées par la « Petite Voix » (Valérie Dray-Guerlain).
Ces vidéos sont diffusées avant tout sur la plateforme lespritsorcier.org en accès libre, ainsi que sur YouTube et Dailymotion.
Par ailleurs, des émissions spéciales (« Science en direct » en octobre 2016, 2017, 2019, 2020, 2021 et 2022 et « le Cabaret de la Science » en 2018) sont diffusées chaque année sur la chaîne YouTube L'Esprit Sorcier Officiel et sur Science et Vie TV à l'occasion de la Fête de la Science, en direct et en public depuis la Cité des Sciences et de l'Industrie (en 2016, 2017 et 2018), le Forum des Halles à Paris (en 2019) et le Muséum National d'Histoire Naturelle (en 2022). En 2020 et 2021 en raison de la pandémie de Covid-19, l'émission est tournée sans public, depuis un studio à Saint-Brieuc. Lors de la fête de la Science 2021, Élodie Chabrol coanime les émissions "Science en direct" avec Fred Courant.

## Équipe
- Frédéric Courant : cofondateur, rédacteur en chef
- Pascal Léonard : cofondateur, directeur artistique et technique
- Déborah Goua : gestion administrative et financière
- Jean Fauquet : journaliste, chef d’édition
- Clémence Vastine : journaliste
- Clément Grillet : journaliste
- Florent Chevallier : gestion réseaux sociaux et intégration web
- Patrick Berger : chargé de production
- Josselin Aubrée : développement des partenariats
- Timothée Coignus : monteur/cadreur/compositeur/cascadeur
- Bertrand Groc : monteur/cadreur
- Zélina Picard-Boni : monteuse
- Yann Castryck-Généreux : monteur
- Elodie Barakat : voix hors champ dans L'Esprit Sorcier - Le mag
- Valérie Guerlain et Françoise Carrière : les petites voix
- Jean-Baptiste Puech : la grosse voix
- Isabelle Hostalery : réalisatrice
- Joël Guillemet : ancien directeur de production